# Краберк
Краберк (словен. Kraberk) — поселення в общині Словенське Коніце, Савинський регіон, Словенія. Висота над рівнем моря: 388,5 м.